# African Cemetery No. 2
Der African Cemetery No. 2 oder auch The Cemetery of the Union Benevolent Society No. 2 ist ein historischer Friedhof in Lexington, Kentucky in den Vereinigten Staaten.

## Geschichte
Bereits in den 1820er Jahren wurden auf dem Gelände Schwarze beerdigt, die Colored Peoples Union Benevolent Society No. 2 kaufte das Gelände jedoch erst 1869 zur Nutzung als Friedhof. Das letzte Begräbnis fand 1974 statt.
Dreihundert Leichname wurden 1889 vom presbyterianischen Friedhof an der Limestone Street hierher verlegt.
Die Stadtverwaltung Lexingtons übernahm 1973, Lexington die Kontrolle über den Friedhof.  1979 wurde African Cemetery No. 2, Incorporated gegründet, um den Friedhof zu erhalten.
Der Friedhof wurde am 31. März 2004 in das National Register of Historic Places eingetragen.

## Beerdigte Personen

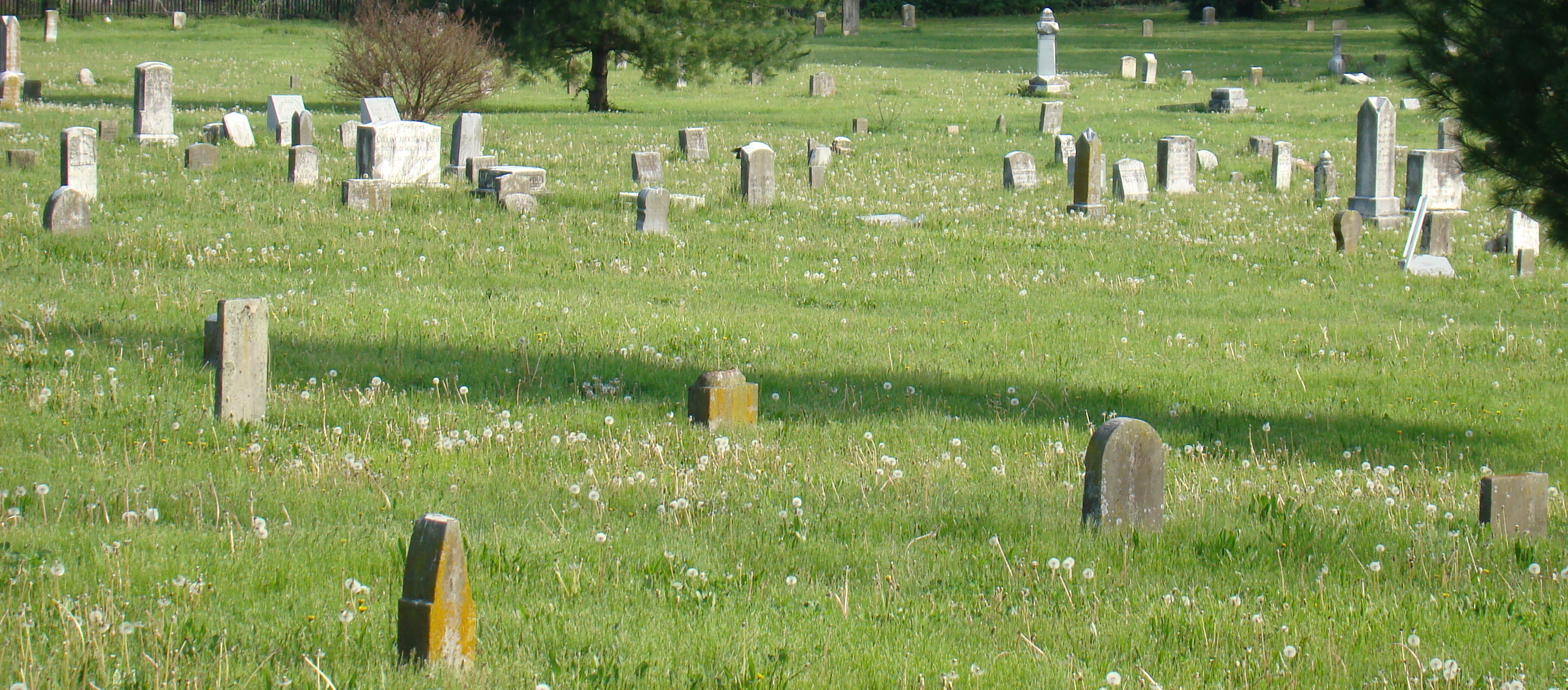
Grabmale auf dem African Cemetery No. 2

Der 320 Ar große Friedhof umfasst über 5000 Gräber, von denen 1200 identifizierbar sind, jedoch nur 600 mit einem Grabstein versehen sind. Mehr als einhundert Gräber sind solche von Militärveteranen, davon 49 von Angehörigen der U.S. Colored Troops des Sezessionskrieges.

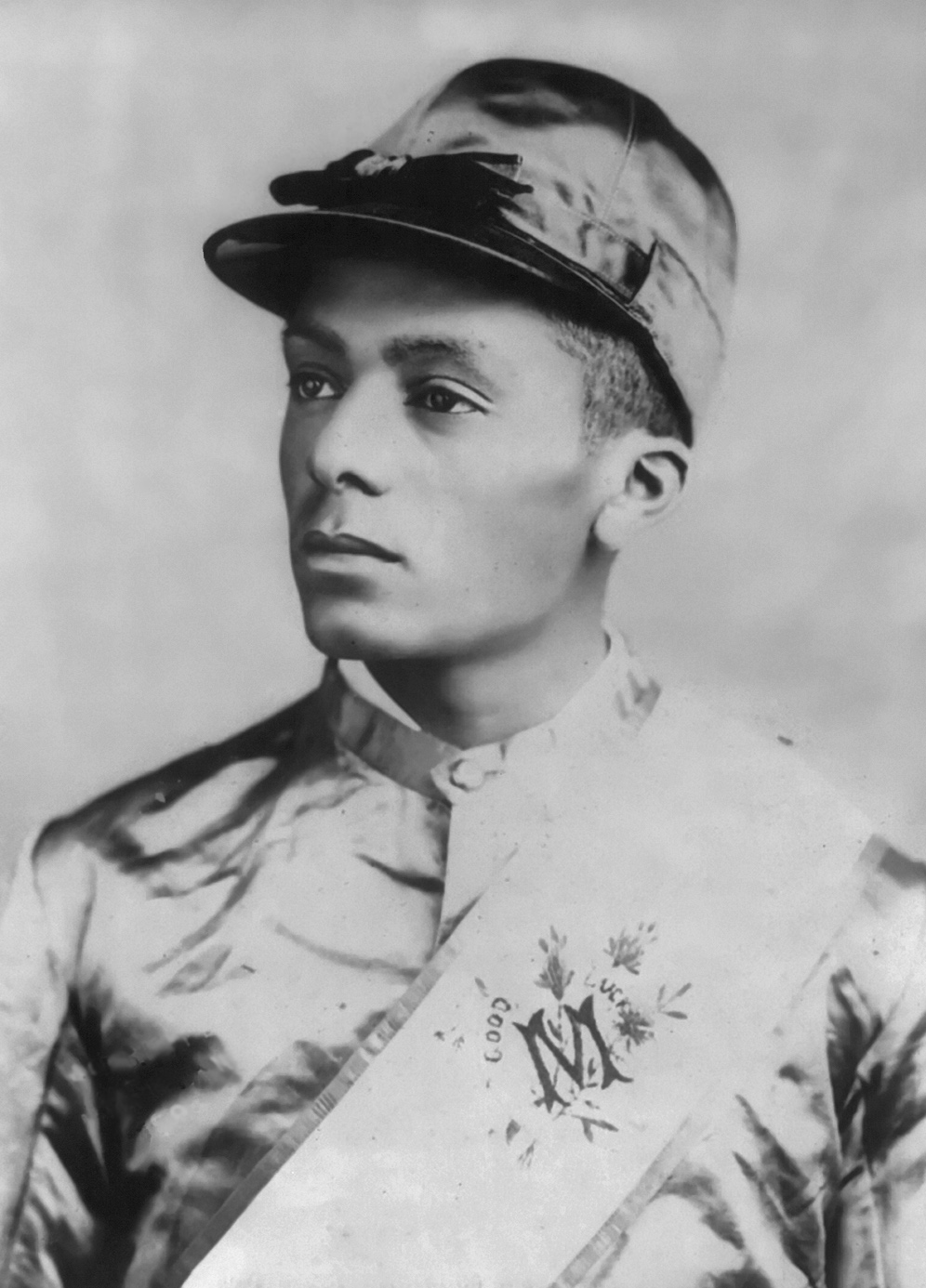
Issac Murphy

Clarence Espy war einer der Soldaten, die in dem 369. Infanterieregiment gedient hatten. Die Soldaten dieses Regiment wurden als die Harlem Hell Fighters bekannt.  Der aus Lexington stammende Espy wurde mit dem Croix de guerre, der höchsten französischen Militärauszeichnung geehrt.
Der Journalist und Rechtsanwalt R.C.O. Benjamin wurde am 2. Oktober 1900 während einer Auseinandersetzung ermordet, bei der es um das Wahlrecht für Afroamerikaner ging. Ein Denkmal zu seinen Ehren wurde 1910 an seinem Grab errichtet.
Der Jockey Isaac Burns Murphy, der in die Racing Hall of Fame aufgenommen wurde, war ursprünglich ebenfalls auf diesem Friedhof beerdigt. Murphy war der erste Jockey, der drei Kentucky Derbys gewonnen hatte. Er starb am 12. Februar 1896 an Lungenentzündung. Seine sterblichen Überreste wurden 1967 zur Grabstätte des Pferdes Man o’ War an der Russell Cave Road verlegt und schließlich 1987 in den Kentucky Horse Park.